# Mart Laar
Mart Laar, född 22 april 1960 i Viljandi, är en estnisk politiker och historiker. Han var Estlands premiärminister 1992–1994 och 1999–2002. Från 2011 till 2012 var han försvarsminister i Andrus Ansips regering, men avgick av hälsoskäl.
Laar var från 2007 till 2012 partiledare för det marknadsvänliga och konservativa Förbundet Fäderneslandet och Res Publica, och tidigare även partiledare för en av partiets föregångare, Förbundet Fäderneslandet, från 1998 till 2002. Som estnisk politiker är han känd som arkitekten bakom radikala ekonomiska reformer vid övergången till fri marknadsekonomi. Som historiker ägnar han sig åt Estlands historia under andra världskriget. Han har uppträtt som rådgivare till politiker och demokratiska aktivister i flera länder samt är medlem i Mont Pelerin-sällskapet.